# Pachygnatha ochongipina
Pachygnatha ochongipina är en spindelart som beskrevs av Alberto Barrion och James A. Litsinger 1995. Pachygnatha ochongipina ingår i släktet Pachygnatha och familjen käkspindlar.
Artens utbredningsområde är Filippinerna. Inga underarter finns listade i Catalogue of Life.